# 皇家穆爾西亞足球俱樂部
皇家穆尔西亚足球俱樂部（西班牙語：Real Murcia Club de Fútbol），通常被称作皇家穆尔西亚（Real Murcia），是一家位於西班牙东南部穆爾西亞自治區首府穆爾西亞的足球俱樂部，成立於1908年。球隊主場新孔多米纳球场可容納31,179人。

## 球會榮譽
- 2004/2005年賽季：西乙 第12名
- 2005/2006年賽季：西乙 第16名
- 2006/2007年賽季：西乙 第3名，升級

- 西甲：17次參賽
- 西乙：47次參賽

## 外部連結
- 穆爾西亞官方網站 （页面存档备份，存于）